# تيمازيبام
تيمازيبام (بالإنجليزية: Temazepam)‏، الذي يباع تحت الأسماء التجارية Restoril وغيرها، هو دواء يستخدم لعلاج مشكلة النوم.  يجب أن يكون هذا الاستخدام عمومًا لمدة تقل عن عشرة أيام.  يؤخذ عن طريق الفم. تبدأ التأثيرات بشكل عام في غضون ساعة وتستمر لمدة تصل إلى ثماني ساعات.
الآثار الجانبية الشائعة تشمل النعاس والقلق والارتباك والدوار.  قد تشمل الآثار الجانبية الخطيرة الهلوسة وسوء المعاملة والحساسية المفرطة والانتحار.  لا ينصح بالاستخدام مع المواد الأفيونية بشكل عام.   لا يُنصح باستخدامه أثناء الحمل أو الرضاعة الطبيعية. ينتمي تيمازيبام إلى البنزوديازيبين.  وهو يعمل عن طريق التأثير في مواد كيميائية داخل الدماغ. 
تم الحصول على براءة اختراع تيمازيبام في عام 1962 ودخل حيز الاستخدام الطبي في عام 1969. وهو متاح كدواء عام. يكلف العرض الشهري في المملكة المتحدة دائرة الصحة الوطنية حوالي 1.40 جنيه إسترليني اعتبارًا من عام 2019.  في الولايات المتحدة، تبلغ تكلفة الجملة لهذا المبلغ حوالي 1.76 دولارًا أمريكيًا. في عام 2016، كان الدواء 185 الأكثر وصفًا في الولايات المتحدة مع أكثر من 3 ملايين وصفة طبية.

## الاستخدامات الطبية

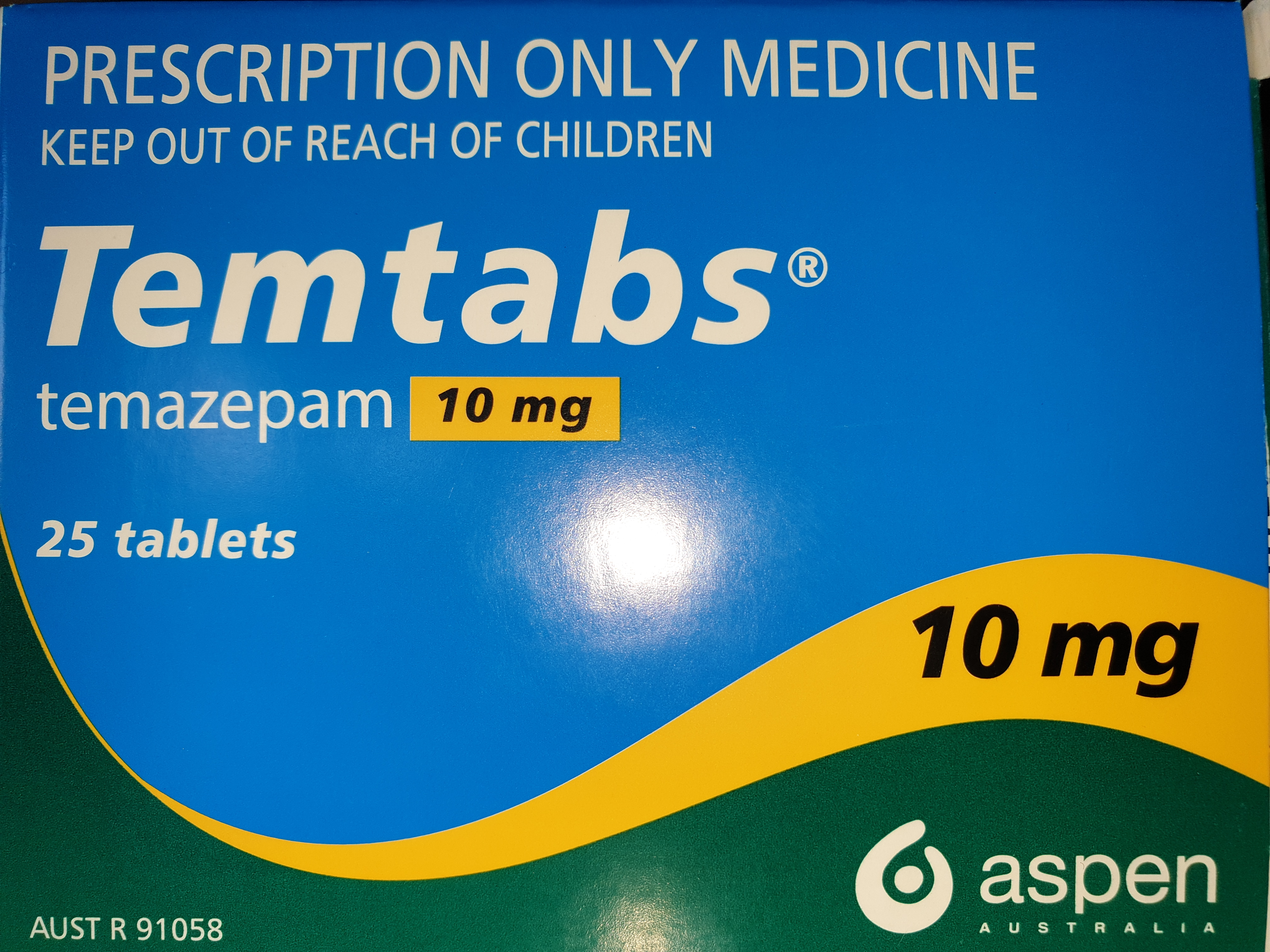
تيمازيبام تحت اسم العلامة التجارية تيمتابس 10 ملغ في أستراليا

في الدراسات المختبرية للنوم، التيمازيبام انخفض انخفاضًا كبيرًا عدد الاستيقاظ الليلي،  ولكن لديه عيب تشويه نمط النوم الطبيعي. يستخدم رسمياً للأرق الحاد وغيره من اضطرابات النوم الحادة أو المعقدة. تقيد المبادئ التوجيهية التي تفرض في المملكة المتحدة وصف المنومات من أسبوعين إلى أربعة أسابيع بسبب مخاوف تحمل الدواء والاعتماد عليها.
يستخدم القوات الجوية الأمريكية «تيمازيبام» كأحد المنومات المعتمدة «كحبة محظورة» لمساعدة الطيارين والمواظفين في الخدمة الخاصة على النوم لدعم استعداد البعثة. تعتبر «الاختبارات الأرضية» ضرورية قبل إصدار الترخيص المطلوب لاستخدام الدواء في حالة تشغيلية، وفرض منع لمدة 12 ساعة على تشغيل الرحلة اللاحقة. ومنوم أخرى تستخدم «حبوب منع الحمل» هي زاليبلون والزولبيديم، التي لها فترات استرداد إلزامية أقصر. 

## موانع
يجب تجنب استخدام تيمازيبام، عند الإمكان، في الأفراد الذين يعانون من هذه الحالات:
- ترنح (نقص كبير في تنسيق حركات العضلات)
- نقص التهوية الحاد
- ماء أزرقُ الحاد
- النقص الكبدي الوخيم (التهاب الكبد وتليف الكبد يقللان من القضاء بعامل اثنين)
- القصور الكلوي الحاد (مثل مرضى الغسيل الكلوي)
- توقف التنفس أثناء النوم [17]
- الاكتئاب الحاد، لا سيما عندما يصاحبها ميول انتحارية
- التسمم الحاد بالكحول أو المخدرات أو غيرها من المواد ذات التأثير النفساني
- الوهن العضلي الوبيل (اضطراب المناعة الذاتية الذي يسبب ضعف العضلات)
- فرط الحساسية أو الحساسية لأي دواء في فئة البنزوديازيبين

### مطلوب الحذر الخاص
لا يجب استخدام تيمازيبام أثناء الحمل، لأنه قد يتسبب في ضرر للجنين. لم تثبت سلامة وفعالية تيمازيبام عند الأطفال؛ لذلك، لا يجب إعطاء تيمازيبام عمومًا للأفراد الذين تقل أعمارهم عن 18 عامًا، ويجب ألا يستخدم على الإطلاق عند الأطفال دون سن ستة أشهر. البنزوديازيبينات تتطلب أيضًا توخي الحذر عند استخدامها عند الأفراد المسنين أو الذين يعتمدون على الكحول أو المخدرات، والأفراد الذين يعانون من اضطرابات نفسية مرضية.
التيمازيبام، على غرار البنزوديازيبينات الأخرى والأدوية المنومة غير البنزوديازيبين، تسبب اختلالات في توازن الجسم وتثبيته ثابتة عند الأفراد الذين يستيقظون في الليل أو في صباح اليوم التالي. كثيرا ما يتم الإبلاغ عن السقوط وكسور الورك. مزيج مع الكحول يزيد من هذه العيوب. يتطور التحمل الدوائي الجزئي ولكن غير الكامل مع هذه العيوب. يجب استخدام أقل جرعة فعالة ممكنة اعند المرضى المسنين أو المصابين بأمراض شديدة، حيث يوجد خطر من انقطاع التنفس أو السكتة القلبية. يزداد هذا الخطر عندما يتم إعطاء تيمازيبام بالتزامن مع أدوية أخرى تؤدي إلى تثبيط الجهاز العصبي المركزي (CNS). 

## التأثيرات الضارة
ترتبط الآثار الجانبية النموذجية للبنزوديازيبينات المنومة بالاكتئاب في الجهاز العصبي المركزي، وتشمل النعاس، والتخدير، والسكر، والدوخة، والإرهاق، وترنح، والصداع، والخمول، وضعف الذاكرة والتعلم، وقت التفاعل الأطول وضعف وظائف الحركة،  عدم وضوح الكلام، وانخفاض الأداء البدني، وانخفاض اليقظة، وضعف العضلات، عدم وضوح الرؤية (بجرعات أعلى)، وعدم الانتباه. نادرا ما تم الإبلاغ عن نشوة مع استخدامه. وفقًا لإدارة الغذاء والدواء الأمريكية، كان لدى تيمازيبام حالة من النشوة تبلغ 1.5%، ونادراً ما يتم الإبلاغ عنها أكثر من الصداع والإسهال. قد يتطور أيضًا فقدان الذاكرة التقدمي، كما قد يحدث الاكتئاب في الجهاز التنفسي بجرعات أكبر.
وجد تحليل تلوي عام 2009 أن معدل الإصابة 44% أعلى من الالتهابات الخفيفة، مثل التهاب البلعوم أو التهاب الجيوب الأنفية، لدى الأشخاص الذين يتناولون تيمازيبام أو أدوية أخرى منومة مقارنةً بأولئك الذين يتناولون دواءً وهمياً.

### أقل شيوعا
فرط التعرق، انخفاض ضغط الدم، حرقان العينين، زيادة الشهية، تغيرات في الرغبة الجنسية، الهلوسة، الإغماء، رأرأة، قيء، حكة، اضطرابات معوية، كوابيس، خفقان وردود فعل متناقضة، بما في ذلك الأرق، والعنف، والإفراط في التحفيز. (أقل من 0.5%).
قبل تناول تيمازيبام، يجب التأكد من توفر 8 ساعات على الأقل للتكريس للنوم. الفشل في القيام بذلك يمكن أن يزيد من الآثار الجانبية للدواء.
مثل كل البنزوديازيبينات، فإن تعاطي هذا الدواء مع الكحول يعزز الآثار الجانبية، ويمكن أن يؤدي إلى التسمم والموت.
على الرغم من نادرة، تحدث آثارالمتبقية بعد تناول الدواء لتيمازيبام أثناء الليل. وتشمل هذه العوامل النعاس، والوظائف المعرفية التي قد تستمر حتى اليوم التالي، وضعف القدرة على القيادة، والمخاطر المتزايدة المحتملة للسقوط وكسور الورك، وخاصة عند كبار السن.

## جرعة زائدة

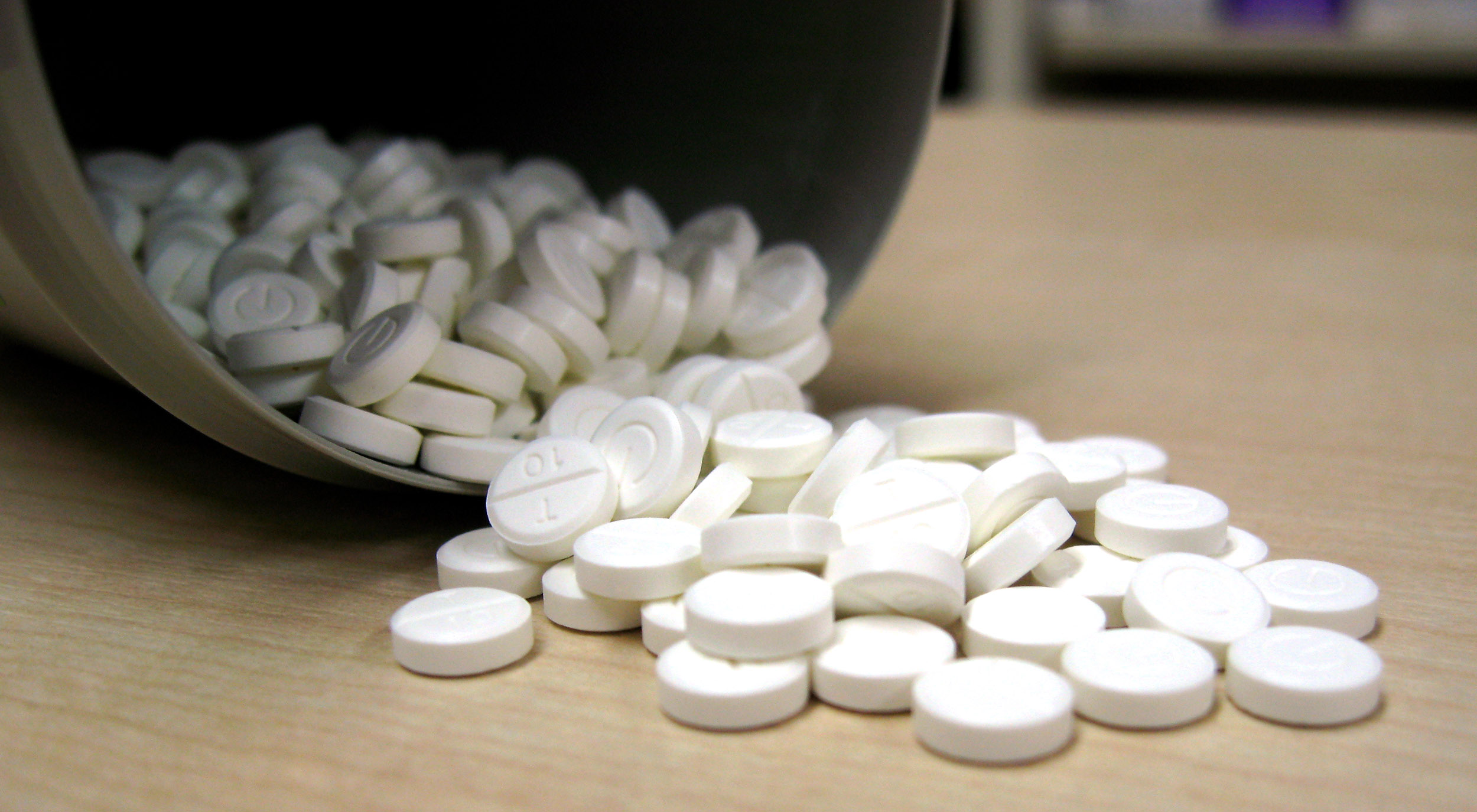
تيمازيبام عام 10 ملغ

الجرعة الزائدة من تيمازيبام يؤدي إلى زيادة آثار الجهاز العصبي المركزي، بما في ذلك:
- نعاس (صعوبة البقاء مستيقظا)
- تشوش ذهني
- تثبيط الجهاز التنفسي
- انخفاض ضغط الدم
- ردود الفعل ضعيفة أو غائبة
- ضعف في التوازن
- الدوخة، التخدير
- غيبوبة
- الموت

## روابط خارجية
- Temazepam | Rx-List
- Temazepam | Inchem
- Temazepam | Medline Plus
- Active Ingredients information | DrugLib نسخة محفوظة 1 نوفمبر 2012 على موقع واي باك مشين.
- Panorama document - 1995 - YouTube video